# Бела Морети
Аријел Мајлс (енгл. Arielle Myles; 12. март 1989), познатија под псеудонимом Бела Морети (енгл. Bella Moretti), америчка је порнографска глумица.
Дебитовала је као глумица у индустрији порнографије 2008. године када је имала 19 године. Према сајту ИАФД глумила је преко 40 порно-филмова.